# Wang Š’-wej (rychlobruslař)
Wang Š’-wej (čínsky pchin-jinem Wang Shiwei, znaky 王世伟; * 11. srpna 1996) je čínský rychlobruslař.
Na mezinárodní scéně debutoval v roce 2016, kdy se představil v závodech Světového poháru. Na světových šampionátech poprvé startoval roku 2019 v týmovém sprintu na Mistrovství světa na jednotlivých tratích. S čínským družstvem získal v této disciplíně na MS 2020 stříbrnou medaili a Mistrovství čtyř kontinentů 2023 bronz.